# Baptiste Gros
Baptiste Gros, född 17 juli 1990, är en fransk längdskidåkare som debuterade i världscupen den 4 december 2010 i Düsseldorf, Tyskland. Hans första pallplats i världscupen kom i sprint den 18 januari 2014 i Szklarska Poręba, Polen.
Han deltog vid olympiska vinterspelen 2014 där han slutade på 40:e plats i sprint.